# 大野町運動公園
大野町運動公園（おおのちょううんどうこうえん）は、岐阜県揖斐郡大野町にある運動公園。施設は大野町が所有している。

## 概要
- 約8,600m2の敷地有す。敷地内には大野町運動公園野球場（愛称：レインボースタジアム）、多目的運動場（愛称：メイプルグラウンド）の他、花をまちづくりのシンボルとしている全国10都市の花が植えられた花壇、ホタル野外ミュージアム（ゲンジボタルの飼育施設）などがある。

## レインボースタジアム
2012年（平成24年）開催予定の第67回国民体育大会（ぎふ清流国体）の高等学校野球（硬式野球）競技会場の予定地である。正式名は大野町運動公園野球場。大野町レインボースタジアム、大野レインボースタジアムと表記される。スコアボードは電光掲示板を有す。2010年3月にスコアボードの改修が行われ、出場選手及び審判名がデジタル式で表示されるようになった。

## 所在地
- 岐阜県揖斐郡大野町野860

## 交通
- 岐阜バス・名阪近鉄バス・揖斐川町コミュニティバスで「大野バスセンター」下車、徒歩20分。
- 大野デマンドタクシー「運動公園」停留所下車、徒歩すぐ。

## その他
野古墳群の近くにあり、観覧席から見ることが可能である。